# Arabidopsis thaliana
Arabidopsis thaliana (arabidopsis, skupljen) je mala cvetajuća biljka sa prirodnim staništem u Evropi i Aziji. Budući da je jednogodišnja biljka sa relativno kratkim životnim ciklusom, arabidopsis je popularni model organizam u biljnoj biologiji i genetici. Među kompleksnim multićelijskim eukariotama, Arabidopsis thaliana ima relativno mali genom od oko 135 megabaznih parova (Mbp). Dugo se smatralo da ima najmanji genom među skrivenosemenicama, mada je sad poznato da su cvetajuće biljke sa najmanjim genomom u rodu Genlisea, red Lamiales, gde Genlisea margaretae, biljka mesožder, ima genom veličine 63,4 Mbp. Arabidopsis thaliana je bila prva biljka čiji genom je sekvenciran, i ona je popularno oruđe za razumevanje molekularne biologije mnogih biljnih osobina, uključujući razviće cveta i opažanje svetla.

## Spoljašnje veze
- Архивирано на веб-сајту  (19. април 2021) - Narodno ime: "Skupljen"